# 長谷川悠
長谷川 悠（はせがわ ゆう、1987年7月5日 - ）は、山梨県出身のプロサッカー選手。現役時代のポジションはFW。

## 来歴
出生した際に右足首が曲がっていたため、しばらく大学病院で治療を受けたという。
小学校入学の頃に成長痛のため激しい運動ができず、サッカーを本格的に始めたのは小学3年生になってからであった。当初は増穂サッカースポーツ少年団に入団したが、練習量を求めて5年生の時にトラベッソFCに移った。
中学生時代にはナショナルトレセンに選出されるなど山梨県内では知られた存在になったが、本田裕一郎監督の誘いを受け、流通経済大学付属柏高等学校に進学した。流経大柏では、全国高校サッカー選手権に初出場した際のメンバーになった。
2006年、柏レイソルに入団した。この年はリーグ戦初出場を果たしたが、10月に東海社会人リーグ1部に所属し、JFL昇格を目指していたFC岐阜に全国地域リーグ決勝大会を戦うメンバーとして短期レンタル移籍された。岐阜では1得点を挙げ、JFL昇格に貢献した。
2007年にはJ1に復帰した柏に長谷川自身も復帰したが、出場機会がないままJ2のアビスパ福岡にレンタル移籍された。
2008年、福岡でチーム統括グループ長として長谷川を呼び寄せた小林伸二が監督に就任したモンテディオ山形に三たびレンタル移籍され、小林の個人指導 を受けながら才能を開花させた。リーグ戦39試合に出場し13得点を挙げ、山形のJ1初昇格に貢献した。
2009年は山形にレンタル延長の形で残留した。開幕節の磐田戦で勝ち越しゴールを含む2得点を挙げ、チームの6-2という大勝を導いた。その後も得点を重ね、チームトップの10得点を記録した。前述の活躍によって2010年シーズンから、山形へ完全移籍加入となった。
山形のJ2降格に伴い、2012年から大宮アルディージャに完全移籍。
2015年、徳島ヴォルティスへ完全移籍。
2016年7月、清水エスパルスへ完全移籍。2018年12月6日、清水との契約満了が発表された。
2019年1月7日、V・ファーレン長崎に加入。同年12月5日、契約満了が発表された。
2020年2月28日、NPLイラワラ・プレミアリーグ（オーストラリア・イラワラ地域の独立リーグ）のウロンゴン・オリンピックFCに加入。
2020年11月18日、NPL（オーストラリア2部相当）のシドニー・オリンピックFCと2021年シーズンの契約を結んだことを発表した。
2022年シーズン、関東サッカーリーグ1部に所属する南葛SCに加入。
2023年シーズンを最後に引退を発表した。

## 所属クラブ
ユース経歴
- 山梨県富士川町立増穂小学校 (増穂サッカースポーツ少年団)
- 増穂中学校 (トラベッソFC)
- 流通経済大学付属柏高等学校

プロ経歴
- 2006年 - 2009年  柏レイソル
  - 2006年10月 - 同年12月  FC岐阜 (期限付き移籍)
  - 2007年8月 - 同年12月  アビスパ福岡 (期限付き移籍)
  - 2008年 - 2009年  モンテディオ山形（期限付き移籍)
- 2010年 - 2011年  モンテディオ山形
- 2012年 - 2014年  大宮アルディージャ
- 2015年 - 2016年7月  徳島ヴォルティス
- 2016年7月 - 2018年  清水エスパルス
- 2019年  V・ファーレン長崎
- 2020年  ウロンゴン・オリンピックFC（英語版）
- 2021年  シドニー・オリンピックFC（英語版）
- 2022年 - 2023年  南葛SC

## 個人成績
| 国内大会個人成績 | 国内大会個人成績 | 国内大会個人成績 | 国内大会個人成績 | 国内大会個人成績 | 国内大会個人成績 | 国内大会個人成績 | 国内大会個人成績 | 国内大会個人成績 | 国内大会個人成績 | 国内大会個人成績 | 国内大会個人成績 |
| 年度             | クラブ           | 背番号           | リーグ           | リーグ戦         | リーグ戦         | リーグ杯         | リーグ杯         | オープン杯       | オープン杯       | 期間通算         | 期間通算         |
| 年度             | クラブ           | 背番号           | リーグ           | 出場             | 得点             | 出場             | 得点             | 出場             | 得点             | 出場             | 得点             |
| 日本             | 日本             | 日本             | 日本             | リーグ戦         | リーグ戦         | リーグ杯         | リーグ杯         | 天皇杯           | 天皇杯           | 期間通算         | 期間通算         |
| ---------------- | ---------------- | ---------------- | ---------------- | ---------------- | ---------------- | ---------------- | ---------------- | ---------------- | ---------------- | ---------------- | ---------------- |
| 2006             | 柏               | 29               | J2               | 1                | 0                | -                | -                | -                | -                | 1                | 0                |
| 2006             | 岐阜             | 29               | 東海1部          | 4                | 1                | -                | -                | -                | -                | 4                | 1                |
| 2007             | 柏               | 25               | J1               | 0                | 0                | 0                | 0                | -                | -                | 0                | 0                |
| 2007             | 福岡             | 35               | J2               | 9                | 0                | -                | -                | 0                | 0                | 9                | 0                |
| 2008             | 山形             | 15               | J2               | 39               | 13               | -                | -                | 2                | 0                | 41               | 13               |
| 2009             | 山形             | 15               | J1               | 31               | 10               | 5                | 0                | 1                | 0                | 37               | 10               |
| 2010             | 山形             | 15               | J1               | 25               | 1                | 4                | 0                | 2                | 1                | 31               | 2                |
| 2011             | 山形             | 10               | J1               | 23               | 2                | 2                | 0                | 2                | 2                | 27               | 4                |
| 2012             | 大宮             | 32               | J1               | 30               | 5                | 5                | 1                | 3                | 1                | 38               | 7                |
| 2013             | 大宮             | 32               | J1               | 27               | 4                | 6                | 1                | 3                | 0                | 36               | 5                |
| 2014             | 大宮             | 32               | J1               | 17               | 2                | 6                | 0                | 4                | 2                | 27               | 4                |
| 2015             | 徳島             | 23               | J2               | 36               | 3                | -                | -                | 4                | 3                | 40               | 6                |
| 2016             | 徳島             | 23               | J2               | 9                | 1                | -                | -                | -                | -                | 9                | 1                |
| 2016             | 清水             | 18               | J2               | 6                | 0                | -                | -                | 3                | 1                | 9                | 1                |
| 2017             | 清水             | 18               | J1               | 16               | 2                | 3                | 0                | 3                | 3                | 22               | 5                |
| 2018             | 清水             | 18               | J1               | 9                | 0                | 4                | 2                | 1                | 0                | 14               | 2                |
| 2019             | 長崎             | 17               | J2               | 13               | 2                | 6                | 1                | 2                | 0                | 21               | 3                |
| 通算             | 日本             | 日本             | J1               | 178              | 26               | 35               | 4                | 19               | 9                | 232              | 39               |
| 通算             | 日本             | 日本             | J2               | 113              | 19               | 6                | 1                | 11               | 4                | 130              | 24               |
| 通算             | 日本             | 日本             | 東海1部          | 4                | 1                | -                | -                | -                | -                | 4                | 1                |
| 総通算           | 総通算           | 総通算           | 総通算           | 295              | 46               | 41               | 5                | 30               | 13               | 366              | 64               |

- J2リーグ初出場 - 2006年5月14日  第15節 対サガン鳥栖戦 (鳥栖)
- J2リーグ初得点 - 2008年4月29日  第10節 対湘南ベルマーレ戦 (NDスタ)
- J1リーグ初得点 - 2009年3月7日  第1節 対ジュビロ磐田戦 (ヤマハ)

## 代表歴
- 2002年 U-15ストライカーキャンプ参加
- 2004年 U-17日本代表
- 2005年 U-18日本代表候補
- 2006年 U-19日本代表候補